# 虛擬博物館
虛擬博物館（Virtual museum）或數位博物館（Digital museum），是以博物館為主題，結合電腦多媒體技術應用的展示平台。虛擬博物館具有自由瀏覽與簡易互動的優點，可收藏任何可被數位化的事物，而資訊可以在網路上不斷地被更新與提供服務，透過資訊技術設計類似於傳統的博物館型態，並提供全新展現方式與參觀體驗。
依據"數位典藏與數位學習國家型科技計畫"《技術彙編》將此定義為：以「數位化」的方式，將各種器物、標本及文件等典藏資料，以高解析度掃描、數位化拍攝、三度空間模型虛擬製作等技術加以數位化與儲存，並透過網路完整呈現實體博物館所應具有的展示、收藏、教育和研究等功能。

## 博物館虛擬化趨勢
多數學者認為，未來博物館的發展趨勢必有互動的展示和教育活動，並必須要達到全民教育的目標。傳統的博物館無法設計出所有種類的展示場，而虛擬博物館不但瀏覽自由、易互動，更可提供更多元化的服務與設計，以滿足傳統博物館所不能達成的地方。

## 比較真實與虛擬博物館
|                  |                  | 虛擬博物館                                                                             | 真實博物館                         |
| 特徵             | 特徵             | 用數位化的方式典藏、展示、教育、研究                                                   | 用實體來典藏、展示、教育、研究     |
| 使用者           | 自主性           | 主動                                                                                   | 被動                               |
| 使用者           | 環境控制         | 可透過互動裝置改變觀賞介面                                                             | 對展示環境無法控制或改變           |
| 使用者           | 便利性           | 利用網路，任何地方都可以進入博物館                                                     | 須到目的地並購票入場               |
| 使用者           | 互動性           | 和大量的媒體互動                                                                       | 只有單向互動                       |
| 資訊             | 陳列方式         | 多樣性，可根據使用者習慣而有不同的分類方式                                             | 單一且固定                         |
| 資訊             | 呈現方式         | 數位資料                                                                               | 實物                               |
| 資訊             | 擴充性           | 極大                                                                                   | 有限                               |
| 建築型態         | 空間量           | 雖然容納能力取決於伺服器的效能與網路的頻寬，但是在未來，硬體設備可以充分支援而不受限制 | 大小受限於建築物                   |
| 建築型態         | 空間尺度         | 可縮小與放大                                                                           | 受限觀賞者與展覽作品的最適觀賞距離 |
| 元素的取代與轉換 | 元素的取代與轉換 | 伺服器/網路/硬碟                                                                       | 典藏空間                           |
| 元素的取代與轉換 | 元素的取代與轉換 | 超連結                                                                                 | 展示走廊                           |
| 元素的取代與轉換 | 元素的取代與轉換 | 顯示器                                                                                 | 展示櫥窗                           |
| 元素的取代與轉換 | 元素的取代與轉換 | 數位展示物                                                                             | 展示實物                           |

## 缺點
目前仍有虛擬博物館使用傳統的網站設計方式，網頁內容與架構設計上，利用連結將獨立網頁串聯起來，並再多穿插媒體檔；有的雖然有運用到資料庫，但仍只用於資料檢索，並沒有延伸至虛擬博物館的其他部分，使檢索資料與實際展覽內容不符。

## 爭議
現在還是有人質疑虛擬博物館是否可視為真的博物館，並且備受爭議。由於虛擬博物館仍在發展中，結構並未發展齊全，虛擬博物館的優勢無法完全被展現，反而與單純的博物館網頁產生混淆；另外虛擬博物館並無實物收藏，而博物館的本質在於收藏、典藏、展示、教育四大目標，但是虛擬博物館可以使收藏與典藏的目標擴大延伸，縮減大眾與展覽品的距離，使博物館的目的更達到理想。

## 未來發展
在未來虛擬博物館可以往更多方面發展。將來可以進一步的讓更完整的行為資料給記錄下來，像是參觀者瀏覽的時間或次數等，並可藉由這些資料分析參觀者行為。虛擬博物館的平台應發展成，能提供更多元化服務的空間，像是除主要的展覽主題外，也能提供個人作品的上傳，促進博物館多元化；在展場配置設計上能提供有彈性的平台，提供設計人員能預先模擬展場，並讓參觀者能進行參觀，這樣一來可預先發現展場缺失並進行修改，還能減少實際設計時的成本。
雖然目前大多數虛擬博物館仍處2D的傳統網頁模式，未來有望發展為3D虛擬實境，對閱覽者營造更富想像力與互動性的空間。而虛擬博物館更可在未來充分利用網路分享資源的便利性，使所有參觀者能不受地域國界限制的進入參觀，而參觀者皆能在線上交談，甚至能見到虛擬替身，形成線上的虛擬社群。

## 外部連結
- 博物館主題網：數位博物館 （页面存档备份，存于）
- 數位典藏與數位學習計畫百科（页面存档备份，存于）
- 虛擬圖書館之博物館網頁  （页面存档备份，存于）
- 俄羅斯虛擬博物館“藝術畫” （页面存档备份，存于）
- Movement Museum